# Hà Bình Bình
Hà Bình Bình (tiếng Trung Quốc: 何平平; bính âm: He Pingping; 13 tháng 7 năm 1988 – 13 tháng 3 năm 2010), theo sách Kỷ lục Guinness, là người nhỏ bé nhất thế giới, có thể đi lại được.
Hà Bình Bình có chiều cao 73 cm (2 ft 5 in), là con thứ ba của một gia đình người Trung Quốc ở huyện Hóa Đức, thành phố Ulanqab thuộc Khu tự trị Nội Mông Cổ, miền bắc Trung Quốc. Anh có 2 chị gái, cả hai người chị đều phát triển bình thường và nay đã lấy chồng. Theo người cha, He Yun, khi mới sinh ra, Hà Bình Bình quá nhỏ đến nỗi có thể nằm lọt trong lòng bàn tay của cha mẹ. Anh lớn lên rất chậm, các bác sĩ chẩn đoán nguyên do là anh bị Bệnh xương thủy tinh, khiến cho xương cũng như thể trọng không thể phát triển bình thường.
Tháng giêng năm 2007, Hà Bình Bình được mời tham gia một chương trình truyền hình ở Tokyo, Nhật Bản và từ đó trở thành một icon internet. Quê hương Nội Mông của anh cũng là quê của Bào Hỉ Thuận, người đàn ông cao 2,36 mét, được sách kỷ lục Guinness công nhận là người đàn ông cao nhất thế giới cho tới tháng 9 năm 2009. Cuộc gặp gỡ giữa Hà Bình Bình và Bào Hỉ Thuận được truyền hình vào tháng 7 năm 2007 đã thu hút sự chú ý của các phương tiện truyền thông toàn cầu Tháng 5/2008 anh xuất hiện trong phim tài liệu chiếu trên Kênh 4 đài truyền hình Anh gọi là The World's Smallest Man and Me (Người nhỏ nhất thế giới và tôi) do Mark Dolan điều khiển chương trình. Tháng 9/2008 anh xuất hiện với người phụ nữ có đôi chân dài nhất thế giới, Svetlana Pankratova, tại Trafalgar Square, của thành phố London để quảng cáo cho đợt phát hành sách sách kỷ lục Guinness năm 2009.
Năm 2006 sách kỷ lục Guinness đã không công nhận lời yêu cầu được ghi vào sách Guinness của Khagendra Thapa Magar, một chàng trai người Nepal lúc đó 14 tuổi và cao 53 cm nhưng sẽ xem xét lại trường hợp này khi anh tới 18 tuổi. Một người Jordan tên là Younis Edwan, cho rằng mình là người lùn nhất thế giới, nhưng chưa được sách Guinness chính thức đo.
Từ khi xuất hiện trên truyền hình tháng 1 năm 2007, Hà Bình Bình có cương vị là người lùn nhất thế giới đã được Guinness World Records kiểm tra. Chiều cao của anh đã được đo 3 lần trong vòng 10 giờ, trước khi anh được nhận chứng chỉ chính thức công nhận anh là người lùn nhất thế giới hiện còn sống.
Tháng 9 năm 2008, anh tới New York để giúp việc phát hành sách sách kỷ lục Guinness ấn bản năm 2009, quyển sách đã công nhận anh là người bé nhỏ nhất thế giới.
Ngày 13 tháng 3 năm 2010, anh qua đời vì bệnh tim ở Roma .